# لين جينينغز
لين جينينغز (بالإنجليزية: Lynn Jennings) هي عدائة المسافات المتوسطة أمريكية، ولدت في 1 يوليو 1960 في برينستون في الولايات المتحدة.

## وصلات خارجية
- لين جينينغز على موقع الاتحاد الدولي لألعاب القوى (الإنجليزية)
- لين جينينغز على موقع الاتحاد الأمريكي لسباقات المضمار والميدان (الإنجليزية)
- لين جينينغز على موقع الاتحاد الأمريكي لسباقات المضمار والميدان، قاعة المشاهير (الإنجليزية)
- لين جينينغز على موقع اللجنة الأولمبية الدولية (الإنجليزية)
- لين جينينغز على موقع أوليمبيديا (الإنجليزية)